# لا پریماورا (ویچادا)
لا پریماورا (انگلیسی: La Primavera, Vichada) نام شهری در کشور کلمبیا است.